# Héctor García Godoy
Héctor García Godoy (Moca, 11 gennaio 1921 – Santo Domingo, 20 aprile 1970) è stato un avvocato e politico dominicano, presidente della Repubblica Dominicana provvisorio dal 3 settembre 1965 al 1º luglio 1966 in seguito alla fine della Guerra civile dominicana.

## Biografia
Dopo aver frequentato le scuole nella sua città natale, l'Academia Santa Ana di Santiago de los Caballeros, la Central High School di Washington e il Colegio Ponceño de Varones di Ponce (Porto Rico), García Godoy, studiò giurisprudenza presso l'Universidad Autónoma de Santo Domingo, terminando gli studi nel 1944 quando fu ammesso all'albo degli avvocati. Successivamente entrò nel servizio diplomatico e fu inizialmente secondo segretario presso l'ambasciata a San José (Costa Rica).
Un anno dopo, nel 1945, divenne primo segretario e incaricato d'affari presso l'ambasciata a Managua (Nicaragua) e nel 1947 direttore del dipartimento consolare del Ministero delle relazioni estere. Nel 1948 fu nominato segretario del consiglio di amministrazione della BanReservas prima di diventare sovrintendente generale delle banche nel 1954. Solo un anno dopo, nel 1955, fu nominato vice governatore della Banca centrale della Repubblica Dominicana. Tuttavia, tra il 1956 e il 1963 lavorò nuovamente come diplomatico.

## Carriera politica

### Ministro di Juan Bosch
Durante la presidenza di Juan Bosch, fu ministro delle relazioni estere dal 27 febbraio al 25 settembre 1963.

### Presidenza provvisoria
Dopo la rivoluzione dell'aprile 1965, divenne presidente della Repubblica Dominicana il 3 settembre 1965 sotto la supervisione dell'Organizzazione degli Stati Americani (OAS), succedendo a Francisco Alberto Caamaño. Deriso da Juan Bosch, il quale lo definì "più un mediatore che un governante", ha portato avanti un vasto rimpasto nell'apparato statale, che ha interessato anche il predecessore Caamaño, inviato a Londra come addetto militare dopo che erano emerse voci di un colpo di stato. Come presidente, fu in particolare l'organizzatore delle elezioni generali, tenutesi il 1º giugno 1966, che ebbero come scopo il ripristino della pace e dell'ordine costituzionale. Il 1º luglio 1966 cedette la presidenza a Joaquín Balaguer, tornato dall'esilio negli Stati Uniti, il quale vinse la presidenza attraverso elezioni truccate con l'aiuto di una massiccia campagna di repressione da parte dei militari, della polizia e con il sostegno degli USA.

### Dopo la presidenza: ambasciatore e candidato presidenziale nel 1970
Sotto Balaguer, García Godoy prestò servizio come ambasciatore a Washington, fino al 1969. Nel 1970, come leader del Movimento per la Riconciliazione Nazionale (Movimiento de Conciliación Nacional, MCN), fu l'avversario di Balaguer alle elezioni presidenziali. Tuttavia, morì improvvisamente per un infarto durante la campagna elettorale.

## Vita privata
La sua vedova, María Matilde Pastoriza Espaillat (1923-2007), era la pronipote dell'ex presidente Ulises Francisco Espaillat.